# Koziegłowy (gmina w guberni piotrkowskiej)
Koziegłowy (od 1919 Koziegłówki) – dawna gmina wiejska istniejąca w latach 1867–1915 w guberni piotrkowskiej. Siedzibą władz gminy były Koziegłowy, stanowiące do 1870 odrębną gminę miejską, a w latach 1870–1915 będące eksterytorialną osadą w gminie Rudnik Wielki (a więc poza gminą Koziegłowy).
Za Królestwa Polskiego gmina Koziegłowy  należała do powiatu będzińskiego w guberni piotrkowskiej. W związku z pozbawieniem praw miejskich Koziegłów 19 maja?/31 maja 1870 byłe miasto nie zostało włączone do gminy Koziegłowy, lecz do sąsiedniej gminy Rudnik Wielki.
2 sierpnia 1915, podczas I wojny światowej, niemieckie władze okupacyjne z gminy Rudnik Wielki wydzieliły miejscowość Koziegłowy wraz z koloniami Wyłągi, Koziegłowy, Reczek, Rozochacz i Świnie, tworząc z nich samodzielną gminę Koziegłowy. Natomiast aby uniknąć dwóch jednostek o tej samej nazwie, dotychczasową (wielowioskową) gminę Koziegłowy (choć bez Koziegłów i ich kolonii) przekształcono na gminę Koziegłówki (jedynie folwark i domy mieszkalne Oczko z dotychczasowej gminy Koziegłowy włączono do nowo utworzonej gminy Poraj). Podział ten zachował się po odzyskaniu przez Polskę niepodległości (jedynie Oczko powróciło do gminy Koziegłówki).